# لغة بوميرانية

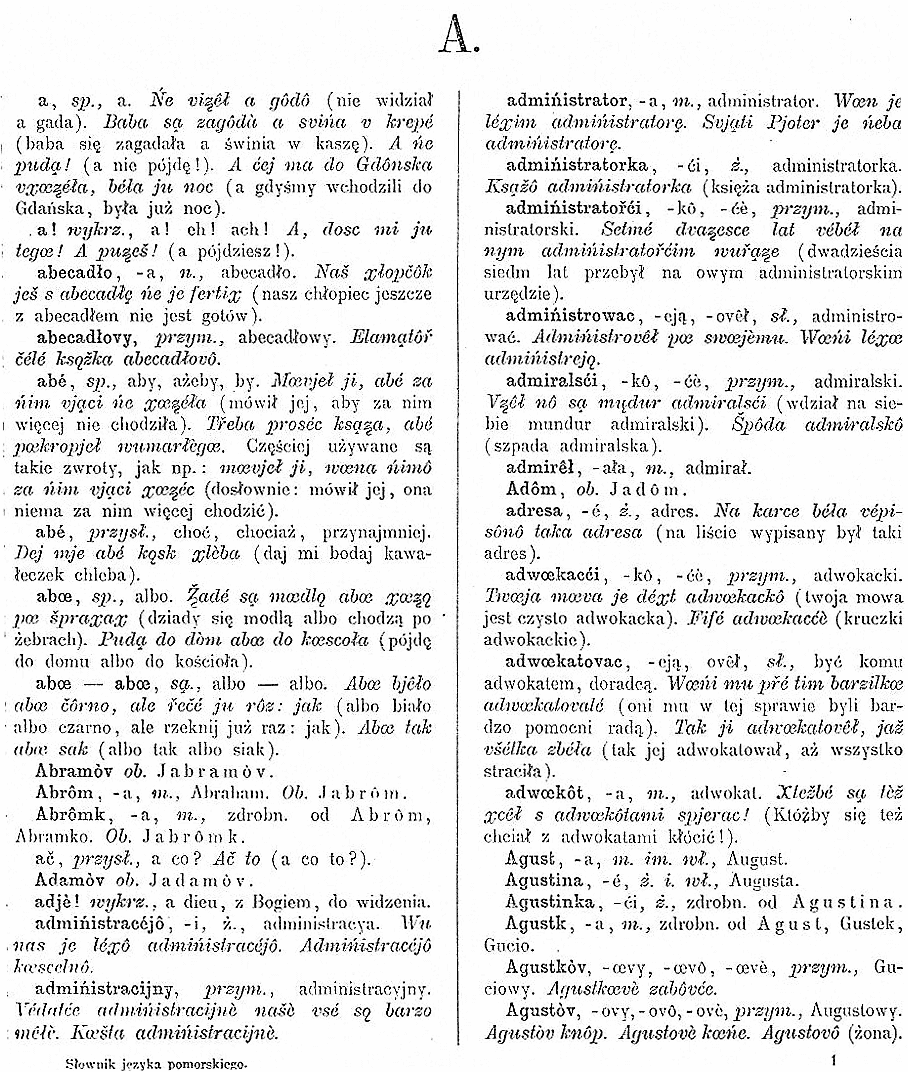

اللغة البوميرانية (بالإنجليزية: Pomeranian language)‏ (بالألمانية: Pomoranische Sprache) (باللغة البولندية Grupa pomorska języków lechickich) هي مجموعة من اللهجات البائدة في اللغات الليختية التابعة للغات السلافية الغربية.
يمكن أن يشير مصطلح اللغة البوميرانية في سياق العصور الوسطى إلى اللهجات التي تحدث بها السلاف البوميرانيون، أما في العصر الحديث فيستخدم مصطلح اللغة البوميرانية أحياناً للإشارة إلى اللغة الكاشوبية، ويمكن أن يتضمن أيضاً اللغة السلوفينسية.
أتت تسمية بوميرانيا من السلافية po more، والتي تعني الأرض عند البحر.

## اقرأ أيضاً
- بوميرانيا